# Гімн Таїланду
Націона́льний гімн Таїла́нду (тайск. เพลง ชาติ ไทย , Пхленг Чат Тхай) — державний гімн Таїланду, затверджений у нинішній версії 10 грудня 1939 року.
Музика гімну складена композитором родом із Полтавщини Петром Щуровським незабаром після 1902 року, спочатку використовуючи слова Кхуна Вічіматри, і була вперше виконана по радіо в липні того ж року.
Після зміни назви країни на Таїланд в 1939 році за дорученням прем'єр-міністра країни Пібунсонграма Луанга Саранупрарана написав нові вірші до гімну, що використовуються і зараз. Тоді ж Пібунсонграм ухвалив рішення про виконання гімну щодня о 8:00 і 18:00, яке залишається в силі й зараз.

## Текст
| Тайський текст               | Транскрипція МФА                                   | Переклад                                      |
| ---------------------------- | -------------------------------------------------- | --------------------------------------------- |
| ประเทศไทยรวมเลือดเนื้อชาติเชื้อไทย | pràtʰê:t tʰai rua: m lɯ̂:at-nɯ́:a ʨʰâ:t ʨʰɯ́:a tʰai,  | Таїланд об'єднує людей тайської крові         |
| เป็นประชารัฐ ไผทของไทยทุกส่วน    | pen pràʨʰa: rát, pʰàtʰai khɔ̌:ŋ tʰai tʰúk sù:an,    | І тайська земля вся їм належить               |
| อยู่ดำรงคงไว้ได้ทั้งมวล            | jù: damroŋ kʰoŋ wái dâi tʰáŋ mu: an,               | Тайці завжди були єдині                       |
| ด้วยไทยล้วนหมาย รักสามัคคี        | dû:ai tʰai lú:an mǎ:i, rák sǎ:mákkʰi:,             | Зберігають незалежність країни з давніх років |
| ไทยนี้รักสงบ แต่ถึงรบไม่ขลาด       | tʰai ní: rák sà-ŋòp, tɛ̀: tʰɯ̌ŋ róp mâi kʰlà:t,      | Люди Таїланду миролюбні, але не лякає їх бій  |
| เอกราชจะไม่ให้ใครข่มขี่           | è:kkàrâ:t ʨà mâi hâi kʰrai kʰòm kʰì:,              | І проти будь-якої тиранії                     |
| สละเลือดทุกหยาดเป็นชาติพลี        | sàlà lɯ̂:at tʰúk jà:t pen ʨʰâ:t pʰáli:,             | Готові пролити свою кров                      |
| เถลิงประเทศชาติไทยทวี มีชัย ชโย   | tʰàlə̌:ng pràtʰê:tʨʰâ:t tʰai tʰáwi: mi:ʨʰai ʨʰájo:. | За безпеку, свободу і прогрес, ура!           |